# ياسمين كوادو
ياسمين كوادو (بالألمانية: Yasmin Kwadwo)‏ (و. 1990  م) هي منافسة ألعاب القوى، وعداءة سريعة ألمانية، ولدت في دورتموند، شاركت في الألعاب الأولمبية الصيفية 2016.

## روابط خارجية
- ياسمين كوادو على موقع الاتحاد الدولي لألعاب القوى (الإنجليزية)
- ياسمين كوادو على موقع الاتحاد الألماني لألعاب القوى (الألمانية)
- ياسمين كوادو على موقع الدوري الماسي (الإنجليزية)
- ياسمين كوادو على موقع اللجنة الأولمبية الألمانية (الألمانية)